# Милан Лукић
Милан Лукић (Рујишта, 1967) био је вођа паравојне формације Бели орлови током грађанског рата у некадашњој Југославији.
Тужилаштво Хашког трибунала оптужило је Лукића да је у периоду од маја 1992. до октобра 1994. године починио више злочина на територији општине Вишеград у Босни и Херцеговини, међу којима су убиства, мучења, напади, пљачке и уништавање имовине. Лукић, његов рођак Средоје Лукић и близак породични пријатељ Митар Васиљевић првобитно су оптужени од стране Хашког трибунала још 1998. год. Измењеном оптужницом у случају ИТ-98-32-ПТ, од 12. јула 2001. године. Лукић је оптужен за смрт 150 мушкараца, жена и деце. Он је 2009. године осуђен на доживотну казну затвора, а 2012. му је потврђена пресуда.

## Догађаји у Вишеграду
Вишеград је град који се налази на обали реке Дрине, у близини границе са Србијом (некадашњом СР Југославијом). Према попису становништва који је спроведен 1991. године, пре избијања конфликта, општина је имала 21.199 становника: од тога 62,8% муслиманске националности, 32,8% Срба и 4,4% осталих.
Током рата град је имао стратешки значај. Оближња хидроцентрала обезбеђивала је електричну енергију и контролисала је ниво реке Дрине и спречавала могуће поплаве у подручју низводно од бране. Град је позициониран на раскрсници главних путева који повезују Београд и Ужице у Србији са Гораждем и Сарајевом. Ове комуникације биле су од стратешког значаја како за Ужички корпус ЈНА са базом у Узамници, тако и за остале стране учеснице у конфликту.
6. априла 1992. године јединице ЈНА започеле су артиљеријско бомбардовање града, а нарочито муслиманских делова града и оближњих муслиманских села. Група босанских муслимана узела је неколико Срба за таоце и преузела је контролу над хидроцентралом, претећи да ће је дићи у ваздух. Један од отмичара отворио је испусте на брани што је изазвало плављење у појединим деловима града.
Коначно 12. априла 1992. године специјална јединица ЈНА поново је заузела брану. Следећег дана, јединице Ужичког корпуса ЈНА ушле су у Вишеград, и позиционирале су своје снаге на стратешким висовима око града. Становништво, које је до тада напустило град, вратило се кућама и ситуација у граду је била релативно мирна све до краја априла и прве две недеље маја месеца.
Дана 19. маја 1992. године јединице Ужичког корпуса повукле су се из града. Локални Срби формирали су Српску општину Вишеград и преузели контролу над општинским просторијама. Убрзо затим, локални Срби, полиција и паравојне формације почеле су кампања етничког чишћења током рата у Босни, са намером да град у потпуности очисте од муслиманског становништва.
Српске снаге напале су и уништиле више муслиманских села. Велики број муслимана у самом граду је убијен. Лешеви убијених муслиманских мушкараца, жена и деце, бацани су у реку Дрину. Српске снаге спровеле су систематско пљачкање и уништавање муслиманских кућа и села. Обе градске џамије су у потпуности уништене.
Многи муслимани који нису одмах убијени, били су задржани на различитим локацијама у граду, као и у некадашњим војним баракама у Узамници (5 километара изван Вишеграда) и у хотелу Вилина Влас. Муслимански таоци у Узамници били су изложени нехуманом третману, укључујући редовно батинање, мучење и принудни рад.
Милан Лукић, који је пре рата живео и радио у Немачкој и Швајцарској и код куће у Обреновцу, вратио се у Вишеград 1992. године. Организовао је паравојну формацију састављену од локалног становништва, познату по различитим називима као што су Бели орлови, Осветници или Вукови. Ова паравојна формација била је повезана за вишеградском полицијом и српским војним јединицама. Формација је починила више ратних злочина у близини Вишеграда и одиграла је значајну улогу у етничком чишћењу града и његове околине од муслиманског становништва.

## Оптужница
Измењеном оптужницом у вишеградском случају од 12. августа 2001. године. Милан и Средоје Лукић и Митар Васиљевић оптужени су да су у договору са непознатим особама планирали, извршили, подстрекавали, наређивали и на други начин помогли и подстицали планирање, припрему и извршење:
- истребљења великог броја босански муслимана цивила, укључујући жене, децу и старце
- прогона босанских муслимана цивила на политичкој, расној и религијској основи, на територији општине Вишеград и на другим територијама Републике Босне и Херцеговине и то путем убистава, суровог и нехуманог поступања укључујући тешка батинања током дужег временског периода, противправно задржавање и лишавање слободе под нехуманим условима, злостављање, понижавање, терорисање и психолошко мучење босанских муслимана и другог несрпског становништва,

и
- крађе и уништавања личне имовине босанских муслимана и другог несрпског становништва.

Лукић је лично оптужен да је:
- на или око 7. јуна 1992. године хицима усмртио неколико мушкараца босанских муслимана које је прво постројио на обали реке Дрине;
- на или око 10. јуна 1992. године хицима усмртио неколико мушкараца босанских муслимана, радника фабрике намештаја Варда, на обали реке у близини фабрике;
- на или око 14. јуна 1992. године затворио око 65 жена, деце и стараца муслиманске националности у једну собу у кући, у Пионирској улици у Новој махали у општини Вишеград, да је ставио запаљиву направу у собу и да је запалио кућу, а затим отворио ватру из аутоматског оружја на људе који су покушали да побегну кроз прозоре из запљене куће убивши и ранивши неколицину;
- на или око 27. јуна 1992. затворио око 70 људи муслиманске националности у кућу у насељу Бикавац, у близини Вишеграда и да је убацио експлозивну направу у кућу која је приликом експлозије ранила неколико људи и запалила кућу што је проузроковало смрт свих људи у кући, осим једно преживелог;
- у више наврата између августа и октобра 1992. године тукао песницама, кундаком и дрвеном палицом и шутирао ногама мушкарце муслиманске националности који су били затворени у логору Узамница у војним баракама у близини Вишеграда, због чега су многе од жртава претрпеле озбиљне и трајне последице;
- на или око јуна 1992. године хицима усмртио Хајру Корић, жену муслиманске националности из насеља „Поток“ у Вишеграду.

Ови наводни злочини почињени су као део општег и систематског напада на босанско муслиманско цивилно ставновништво и друго несрпско становништво у општини Вишеград и њеном окружењу.

## Други злочини
Други ратни злочини за које је Лукић проглашен кривим или их је наводно починио обухватају:
- убиство 16 муслимана отетих из аутобуса на граници Републике Србије и Републике Српске, БиХ 22. октобра 1992, када је паравојна формација под Лукићевом командом зауставила групу муслимана и Срба из Санџака, тадашња Југославија, на њиховом путу на посао у Прибоју, Србија, када је аутобус којим су путовали накратко прешао границу и ушао у источну Босну код српског села Миоче. Муслимански путници су били истерани из аутобуса; путницима српске националности дозвољено је да наставе пут према Прибоју. Путници муслиманске националности (15 мушкараца и 1 жена) утоварени су у камион. Током вожње тучени су и натерани да певају српске националистичке песме. По доласку у Вишеград, одведени су у хотел Вилина влас где су даље мучени, а затим су одведени до обале реке Дрине где су убијени ватром из аутоматског оружја. Преживелима су пререзани гркљани, а њихова тела су бачена у реку. (Лукићу је, у Србији 2003. суђено у одсуству за овај злочин и осуђен је на 20 година затвора).
- друге отмице у Санџачкој регији, у октобру 1992. у истом периоду када је извршена отмица у Сјеверину;
- отмица путничког воза на релацији Београд-Бар, у станици Штрпци у Босни и Херцеговини, 27. фебруара 1993. и отмица и касније убиство 20 путника, цивила - 19 муслимана и једног Хрвата. Отети су одведени у село Прељево у близини Вишеграда, где су премлаћени и опљачкани. Једну особу је у покушају бекства, ватром из оружја ранио Небојша Ранисављевић, а затим ју је вођа групе Милан Лукић усмртио ударцима бајонета. Преостали таоци су убијени и њихова тела су бачена у реку Дрину.

("Documents from the state railway company presented at the trial of Nebojsa Ranisavljevic clearly demonstrated the complicity of former political and military authorities in planning such abductions," according to Amnesty International).
- убиство 84 од 85 мушкараца, жена и деце муслиманске националности из Вишеграда, којима је Лукић понудио сигуран пролаз до града Олова који је био у муслиманским рукама. На пола пута, аутобуси са путницима су заустављени, а путницима је наређено да изађу из возила и почну да беже. Српски војници под Лукићевом командом отворили су ватру у леђа цивила који су трчали. Само је један преживео.
- силовање, мучење и убиство бошњачких жена у хотелу Вилина Влас и пребијање и мучење мушкараца и дечака у истом хотелу.

## После рата
После рата, Лукић је наводно био умешан у разне криминалне радње на порозној граници између Србије и Републике Српске.
1998. тужилаштву Хашког трибунала подигло је оптужницу против њега због 11 злочина против човечности и 9 случајева кршења права и обичаја рата.
Почетком 2003. Лукић је дошао у сукоб са Превентивом па је после подизања оптужнице Хашког трибунала и хапшења Сретена Лукића, остао незаштићен. У септембру 2003. осуђен је у одсуству од стране српског правосуђа на 20 година затвора због отмице и убиства држављана СРЈ муслиманске националности у Сјеверину.
Априла 2004. непосредно пред објављивање извештаја Института за извештавање о рату и миру и Балканске истражне информативне мреже (IWPR/BIRN) којим је Лукић доведен у везу са Караџићем, Лукић је нестао из јавног живота. Огласио се мејлом који је послао преко сервера у Бразилу, у којем је изјавио да није издао Радована Караџића и да је „Ратко Младић одувек био, и да ће остати прави херој и идол, а Караџић једини лидер мог народа“.
Августа 2005. ухапшен је у Буенос Ајресу у Аргентини и пребачен је у Хаг. 24. фебруара 2006. први пут се појавио пред Хашким трибуналом и изјаснио се да није крив по дванаест тачака оптужнице за злочине против човечности (прогон, убиства - 5 тачака, нехумана дела - 4 тачке, истребљење - 2 тачке) и девет тачака злочина против обичаја и закона рата (убиство - 5 тачака, суров третман - 4 тачке).
Лукић се тренутно налази у притворској јединици Хашког трибунала (јануар 2007) и чека на суђење. Захтев тужилаштва да се његов случај препусти правосуђу Босне и Херцеговине коначно је одбијен од стране жалбеног већа Хашког трибунала. Митар Васиљевић, који је оптужен заједно са Лукићем, осуђен је због свог учешћа у злочинима наводно почињеним у сарадњи са Лукићем.